# Телевизия със стандартна разделителна способност
Телевизията със стандартна разделителна способност (на английски: Standard-definition television, съкратено SDTV или SD) е телевизионна система, която използва разделителна способност, която не се счита за висока. SDTV и HDTV са двете категории дисплейни формати за цифрова телевизия. „Стандартна“ се отнася до факта, че от средата до края на 20 век е бил преобладаващия телевизионен формат.
Двата най-често срещани SDTV сигнала са 576i, с 576 преплетени линии на разделителна способност, получени от европейските разработени PAL и SECAM системи и 480i, базирани на американската система NTSC. Общата честота на опресняване на SDTV е 25,29,97 и 30 кадъра в секунда. И двете системи използват съотношение на страните 4:3.
Стандартите, които поддържат цифрово SDTV излъчване, включват DVB, ATSC и ISDB. Последните две първоначално са разработени за HDTV, но се използват и за способността им да доставят множество SD видео и аудио потоци чрез мултиплексиране. В Северна Америка цифровият SDTV се излъчва в същото съотношение 4:3 като NTSC сигналите, като широкоекранното съдържание е изрязано в центъра. Въпреки това, в други части на света, които са използвали цветните системи PAL или SECAM, цифровата телевизия със стандартна разделителна способност обикновено се показва със съотношение на страните 16:9, като преходът се осъществява между средата на 90-те и средата на 2000-те в зависимост от региона, По-старите програми с пропорция 4:3 се излъчват с флаг, който превключва дисплея на 4:3.
Цифровата SDTV елиминира призрачните и шумни изображения, свързани с аналогови системи. Ако обаче приемът има смущения или е лош, когато корекцията на грешки не може да компенсира, ще срещнете различни други артефакти като замразяване на изображение, заекване или отпадане от липсващи вътрешни рамки или блокиране от липсващи макроблокове.
|  | Тази страница частично или изцяло представлява превод на страницата Standard-definition television в Уикипедия на английски. Оригиналният текст, както и този превод, са защитени от Лиценза „Криейтив Комънс – Признание – Споделяне на споделеното“, а за съдържание, създадено преди юни 2009 година – от Лиценза за свободна документация на ГНУ. Прегледайте историята на редакциите на оригиналната страница, както и на преводната страница, за да видите списъка на съавторите. ВАЖНО: Този шаблон се отнася единствено до авторските права върху съдържанието на статията. Добавянето му не отменя изискването да се посочват конкретни източници на твърденията, които да бъдат благонадеждни. |